# 伊号第三百六十七潜水艦
伊号第三百六十七潜水艦（いごうだいさんびゃくろくじゅうななせんすいかん）は、大日本帝国海軍の潜水艦。伊三百六十一型潜水艦の7番艦。回天攻撃隊に参加、戦後海没処分。以下、日本海軍の潜水艦名は「伊367潜」等と略記する。 

## 艦歴
1942年の改⑤計画第5467号艦。1943年10月22日、三菱重工業神戸造船所にて起工。1944年4月28日に進水。同年8月15日、竣工。佐世保鎮守府籍。同日、第十一潜水戦隊に編入。
10月15日、第七潜水戦隊に編入。
10月31日、横須賀を発し、南鳥島へ輸送任務に従事。11月6日に揚陸を行い、11月12日に横須賀に帰投。揚陸物件は糧食、弾薬61トン、または糧秣61トン。
12月4日、横須賀を発し、ウェーク島への輸送任務に従事。12月17日に揚陸を行い、1945年1月1日に横須賀に帰投。揚陸物件は糧食、弾薬81トン。
その後、回天搭載艦へ改装される。3月20日、第七潜水戦隊が解隊され、「伊367潜」は第十五潜水隊に編入。
5月3日、「伊366潜」と「伊367潜」で回天特別攻撃隊振武隊を編成。「伊367潜」は回天5基を搭載して5月5日に大津島基地を出撃。サイパン北西400浬へ向かったが回天を発進させられる機会はなく5月26日に帰投命令を受けた。しかし、回天乗員の要望により作戦を続行し、翌日船団を発見。3基に不具合が発生したため、2基の回転を発進させた。戦果は不詳。6月4日に大津島に帰投し、翌日呉着、または6月4日に呉に帰投。
次いで「伊367潜」は回天特別攻撃隊多聞隊に加わり、7月19日に大津島を出撃して沖縄南東400浬へ向かった。帰投中、豊後水道で終戦の報を受けた。8月16日、呉着。
11月30日、除籍。
1946年4月1日、五島列島沖で海没処分。

## 歴代艦長
※『艦長たちの軍艦史』445-446頁による。

### 艦長
1. 篠原茂夫 少佐：1944年8月15日 -
2. 武富邦夫 少佐：1944年11月15日 -
3. 今西三郎 大尉：1945年6月14日 -